# Mei Finegold
Mei Finegold (hebreo: מיי פיינגולד) , (Rishon LeZion, Israel, 16 de diciembre de 1982) es una cantante israelí.
Comenzó su carrera cuando obtuvo el tercer puesto en Kokhav Nolad 7, versión israelí de Pop Idol, en 2009. En enero de 2014 fue elegida por la Autoridad de Radiodifusión de Israel (IBA) para representar a su país en el 59 Festival de Eurovisión en Copenhague con la canción Same Heart, elegida por el público en una gala dedicada a Finegold. A pesar de estar entre las favoritas, no consiguió superar la semifinal del festival.

## Sencillos
- Be Proud (2014)
- Same Heart (2014)
- Sweet Harmony(2014) (Ft. Shlomi Levi & Shay Rokac)